# 戴德金群
戴德金群（Dedekind group）指的是一類所有的子群都是正規子群的群，所有的交換群都是戴德金群，非交換的戴德金群又稱漢彌爾頓群（Hamiltonian group）。
階數最小的漢彌爾頓群是四元群，四元群具有八個元素，一般記做{\displaystyle Q_{8}}。戴德金和貝爾（Reinhold Baer）證明說所有的漢彌爾頓群{\displaystyle H}都是{\displaystyle H=Q_{8}\times B\times D}的直積，其中{\displaystyle B}是二階初等阿貝爾群，而{\displaystyle D}則是周期性交換群，且{\displaystyle D}所有元素的階數皆是奇數。
戴德金群以理查德·戴德金，戴德金曾在1897年的一篇文章中研究這類的群，並為有限群提供了上述的結構理論，他並以四元數的發現者威廉·哈密頓爵士之名來命名非交換的戴德金群。
在1898年，乔治·米勒（George Abram Miller）描述了漢彌爾頓群及其子群的階的結構，像例如他發現說若一個漢彌爾頓群的階數為{\displaystyle 2^{n}}，那這個群會有一個階數為{\displaystyle 2^{n}-6}的四元數子群；在2005年，霍瓦特氏（Horvat）等人利用這樣的結構來計算階數為{\displaystyle 2^{n}a}的漢彌爾頓群的數量，其中{\displaystyle a}是一個奇數。在{\displaystyle n<3}的時候，沒有漢彌爾頓群的階數為{\displaystyle 2^{n}a}，對於其他的{\displaystyle n}，階數為{\displaystyle 2^{n}a}的漢彌爾頓群的個數，和階數為{\displaystyle a}的交換群一樣多。

## 註解
1. ↑  Hall. . 1999: 190  [2020-12-06]. （原始内容存档于2013-06-21）.
2. ↑  Horvat, Boris; Jaklič, Gašper; Pisanski, Tomaž. . 2005-03-09. arXiv:math/0503183 .